# 金門鎮
金門鎮是清朝設於福建省的軍事組織，主官為金門鎮總兵，官署設於金門後浦。創立於清康熙十九年（1680年），於清同治七年（1868年）裁撤，改置金門協:34。金門鎮防區東到澎湖，北到海壇，南到南澳:21。

## 沿革
康熙十九年（1680年），福建水師提督萬正色率軍擊敗明鄭軍隊，控制福建沿海島嶼後，清廷於金門設總兵鎮:20。金門鎮轄下設左、中、右三營，兼轄銅山、楓嶺、雲霄、詔安、海澄五營:34。而後銅山、楓嶺二營改歸福甯鎮管轄，雲霄、詔安、海澄三營改歸漳州鎮管轄:34。康熙廿七年（1688年），裁去中營，不久又兼轄閩安、銅山二營:34。
嘉慶年間，閩安營改歸海壇鎮管轄，銅山營改歸南澳鎮管轄，金門鎮底下轄有左營與右營:34。二營兵額各為1152名，戰船各30多艘:34。
同治四年（1865），會奏裁金門鎮總兵，改為水師副將:223。金門鎮左營遊擊也裁撤，右營則移駐湄州，歸提標統轄:223。同治七年（1868年），正式將金門鎮改為金門協:223。

## 巡洋會哨
每年二月初一到九月底，金門鎮總兵會率軍巡洋:21。三月、九月會率船北上到興化府的涵頭港海域，與海壇鎮總兵會哨:21。六月，會率船南下到漳州府的大澳海域，與南澳鎮總兵會哨:21。